# Chiesa di San Lorenzo Martire (Zogno)
La  chiesa di San Lorenzo martire è un luogo di culto cattolico di Zogno della provincia e diocesi di Bergamo, costruita e elevata a parrocchia il 10 agosto 1472.

## Storia
Risale al 1144 la documentazione che testimonia l'esistenza di una prima chiesa intitolata a San Lorenzo in salicis, appartenente al Capitolo della chiesa alessandrina di Bergamo.La sua posizione in  prossimità del fiume Brembo con le numerose esondazioni, causò alla chiesa nel tempo numerosi danni, fino alla completa distruzione il 31 agosto 1493. Rimase a sua testimonianza solo una cappella e la zona cimiteriale. 

Un'altra chiesa era presente sul territorio di Zogno dedicata all'Annunciazione di Maria che si trovò a essere elevata a parrocchia in sostituzione di quella distrutta.La chiesa fu consacrata e intitolata  l'11 agosto 1472, ma, pochi anni dopo, nel 1488 fu ceduta al monastero dei frati del territorio.
La nuova situazione di libertà dal capitolo di Bergamo portò gli abitanti di Zogno a decidere di costruire un nuovo edificio di culto, anche grazie alla donazione di terreni e di immobili da parte di alcuni privati sulla località dove era presente il rudere di un antico castello di Zogno che nel 1420 era stato distrutto durante l'occupazione di Giovanni Maria Visconti. Già nel 1432 fu nominata la commissione che doveva seguire la progettazione e costruzione della chiesa. La sua edificazione dovette scontrarsi con l'opposizione veneziana che pretendeva di essere proprietaria dei ruderi del maniero.
Il nuovo edificio fu iniziato ufficialmente con la posa della prima pietra il 2 maggio 1452, e sebbene non ultimato era già aperto alle celebrazioni liturgiche nel 1458..La nuova chiesa fu consacrata il 10 agosto 1472, giorno dedicato al santo, della medesima datazione sono le donazioni private di un pallio e un calice conservati presso la chiesa. La questione con i veneziani e con i comuni pare non fosse ancora risolta; l'amministrazione voleva infatti che l'antico castello diventasse luogo di gestione della giustizia e non proprietà della chiesa.  Si raggiunse il compromesso con la cessione dell'antico castello al comune di Zogno che lo concesse alla chiesa e alla Confraternita della Misericordia, scegliendo poi un'altra sede per le attività dei Vicari della valle.
La chiesa che era stata edificata in una zona più alta rispetto al centro abitato, richiese la costruzione di una gradinata in pietra che da quella che è via dei Mille raggiungeva l'antica torre modificata poi in campanile. 

La dedicazione a san Sebastiano, e poi a san Rocco del primo altare risale al 1473 e successivamente furono realizzati quelli dedicati a san Pietro e al Santissimo Sacramento. Ritenuti troppo semplici dalle confraternite, nel 1506 furono realizzate la cappelle.
La comunità di Zogno sentiva la necessità di avere sul territorio un convento, e nel 1488 rivolse la sua richiesta all'Ordine dei frati minori, che però accettavano solo se gli fosse stato concessa l'amministrazione e i benefici della chiesa di San Lorenzo, cosa non gradita dai zognesi che aveva lavorato e donato per tanti anni tempo e denaro per la sua costruzione, venne consegnata quindi l'antica chiesa intitolata a Santa Maria. compromesso che pare accontentasse sia i francescani che il parroco.
Nel XVIII secolo l'edificio richiese una rivisitazione strutturale, venne ampliato il sagrato con la costruzione di una nuova gradinata terminata nel 1778. L'ammodernamento della chiesa non vedeva tutti i cittadini concordi, qualcuno desiderava mantenere l'antica struttura con il tetto a capanna ligneo con cassonetti e arconi gotici in pietra nera, mentre altri preferivano una ricostruzione secondo le nuove mode neoclassiche con il soffitto a botte. Inizialmente fu ricostruita l'abside semicircolare con la posa del coro ligneo composto da ventun stalli in stile neoclassico opera di Giuseppe Lazzaroni. Questa venne dotata di numerose pitture opere di Enrico Albrici e Vincenzo Angelo Orelli. La navata centrale con il soffitto a botte, fu finalmente decisa e innalzata nel 1795 con la demolizione degli arconi e con l'aggiunta dei locali della sagrestia, vennero poi eliminate le dieci monofore gotiche laterali e le due che erano sulla facciata principale di grandi dimensioni nonché il rosone. Tutta l'aula viene alzata fino a raggiungere i venticinque metri, grazie all'aggiunta di sei pilastri atti a sostenere le due tazze. Le modifiche portarono a eliminare ogni traccia dell'antica chiesa. Furono riprese alcune parti nei restauri del XX secolo con la riapertura delle monofore laterali che erano state murate. Il Novecento vide quindi lavori di restauro e mantenimento con l'adeguamento dell'altare secondo le disposizioni del Concilio Vaticano II, l'impianto di riscaldamento con la nuova pavimentazione

### Campanile
L'antico campanile che risalirebbe alla costruzione della chiesa originaria, necessitò però di una nuova ricostruzione nel 1463 dopo che fu danneggiato da un fulmine.
Il XIX secolo vide la rimozione della cupola del campanile per una sua nuova sopraelevazione su disegno dello zognese Pietro Cortinocis del 1894, mentre di alcuni anni successivi è la sua ultimazione su progetto di Elia Fornoni, con la posa della statua del santo sulla parte culminante, opera di Francesco Albera. Il concerto campanario ha subito nel tempo molti cambiamenti, le prime quattro campane presenti nel 1834 furono rifuse a spese dell'amministrazione comunale trasformandole in cinque campane, ma anche questa nuova soluzione pare non fosse sufficiente. Furono quindi rifuse in sei nel 1847 e nel 1868 ne furono aggiunte altre due. Durante il secondo conflitto mondiale, le campane furono requisite per motivi bellici, venendo poi sostituite a spese dello stato nel 1948 in materiale scadente che subito presentarono alcune crepe diventando stonate. Il nuovo impianto campanario fu realizzato nel 1972 con un concerto di dieci campane.

## Descrizione

### Esterno

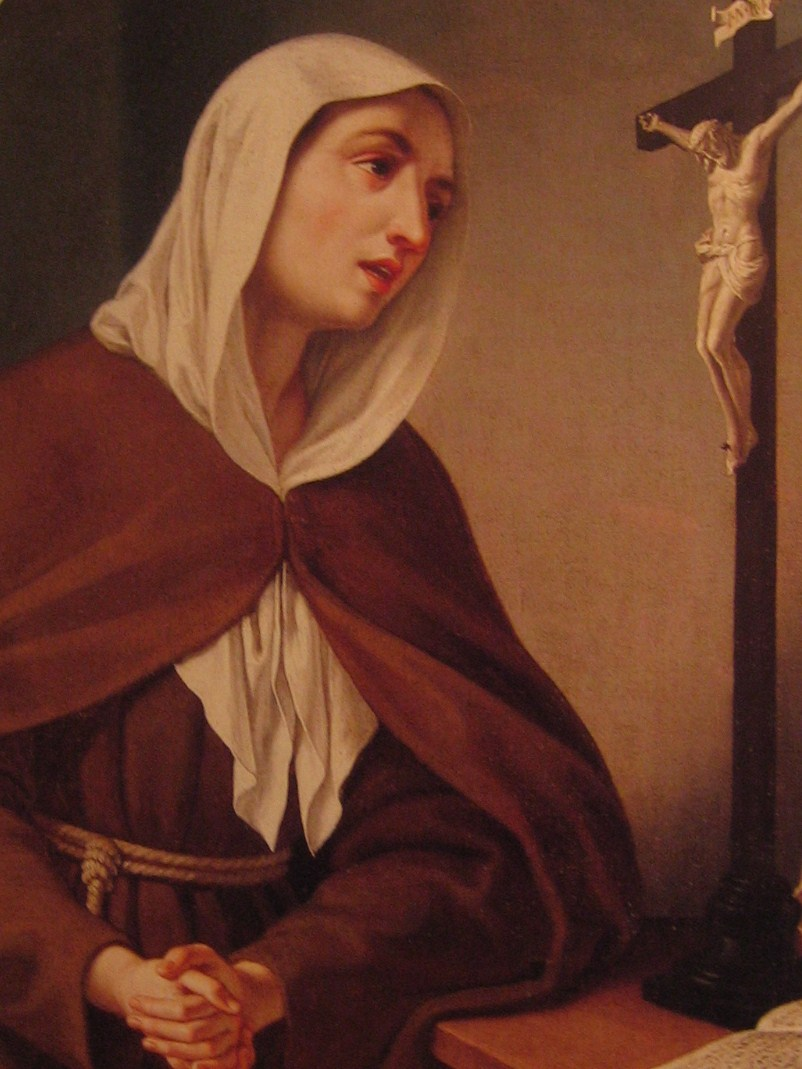
Vincenzo Angelo Orelli-Santa Margherita di Cortona

La chiesa in stile neoclassico è preceduta dal sagrato con pavimentazione in ciottolato.La facciata è divisa da lesene in cinque parti, queste si presentano con una zoccolatura alta in pietra, e sono sorreggenti la trabeazione con timpano triangolare. Centrale il portale d'ingresso in marmo di Zandobbio, mentre nella parte superiore vi è la finestra rettangolare atta a illuminare l'aula. La facciata conserva parti dell'antica chiesa del XV secolo, rinvenuti duranti i restauri del Novecento.

### Interno
L'interno della chiesa a pianta rettangolare, si presenta a navata unica divisa da lesene aventi un'alta zoccolatura in marmo, in tre campate. Le lesene raggiungono il cornicione da cui partono le due volte ellittiche del soffitto.

La chiesa è ricca di opere d'arte. Gli altari conservano le dodici statue raffiguranti gli apostoli opere di Francesco Albera, del medesimo artista la statua di san Lorenzo posta sulla cima della torre campanaria.
Nella prima campata a sinistra vi è l'altare dedicato alla Madonna e santi Sebastiano, Giuseppe, Battista e Rocco con le statue opere dell'Albera di san Giacomo il Minore e san Bartolomeo. A destra l'altare dedicato alla Natività con le statue di san Matteo e Filippo sempre dell'Albera, e la pala d'altare Adorazione dei pastori con san Rocco opera di Jacopo Palma il Vecchio.

La seconda campata è dedicata agli ingressi laterali con pulpiti. 

La terza campata presenta a sinistra l'altare del Crocifisso con le statue di sant'Andrea e Giovanni Battista e a destra l'altare dedicato alla Madonna del Rosario tra le statue dei santi Giacomo il Maggiore e san Tommaso.
La chiesa ospita la pala d'altare opera di Francesco Cavagna Madonna in gloria col Bambino e i santi Giovannino, Giuseppe, Giacomo il Maggiore, e Sebastiano.

### Presbiterio
Il presbiterio anticipato dal grande arco trionfale, a cui si accede da cinque gradini, è delimitato da una balaustra marmorea. Lateralmente, sul lato sinistro, vi è l'organo con il corrispondente finto organo sulla parete opposta. Le cantorie sono affrescate dai dipinti datati 1887 e firmati dal bergamasco Giuseppe Rillosi con immagini raffiguranti La fuga in Egitto, Gesù e i fanciulli, sul lato sinistro, e su quello destro Le predicazioni di Giovanni Battista e il Battesimo di Gesù con Giovanni Battista, e Gesù che ammaestra la folla. 

La zona absidale conserva dipinti di Enrico Albrici del 1773 raffiguranti storie di san Lorenzo: L'elemosina di san Lorenzo con l'iscrizione DISPERSIT DEDIT PAUPERIBUS e  san Lorenzo con papa Sisto II,, il Martirio del santo con la scritta QUO SINE MINISTRO PROPERAS entrambi inseriti in cornici in stucco.

La volta del presbiterio presenta affreschi recuperati nel restauro del 1992 del restauratore Carlo Gervasoni, risalenti al 1772 raffiguranti la Gloria di san Lorenzo i Dottori della chiesa che si trovavano nei pennacchi dell'antica chiesa che si presentava a croce latina. Questi erano stati ridipinti nel 1951 da Umberto Marigliani.
Del ticinese Vincenzo Angelo Orelli è La grande pala d'altare posta al centro dell'abside raffigurante Madonna col Bambino e santi Lorenzo, Marco e Marcellino. L'opera fu eseguita nel 1785, e rappresentava oltre al patrono, anche i compatroni di Zogno. Il dipinto si discosta molto dagli affreschi dell'Albrici che hanno colori tenui, ha infatti una varietà cromatica molto intensa con una composizione plastica, i personaggi sono raffigurati in posizioni enfatiche con uno sviluppo diagonale della composizione, riproponendo la pittura del Settecento veneziano. Malgrado l'artista non abbia firmato l'opera non sembra esserci dubbi sulla sua assegnazione, inoltre è citato presente a Zogno nel medesimo periodo per la realizzazione del dipinto dell'Annunciazione nella chiesa del monastero dell'Annunziata delle Suore terziarie francescane. Del medesimo artista è il dipinto del 1805 raffigurante Santa Margherita da Cortona inserito nell'ovale dell'altare dedicato alla Natività, mentre la sagrestia conserva un'ulteriore tela intitolata La pietà, probabilmente dono di un privato che aveva commissionato l'opera come devozione privata.
Il coro in legno di noce, è composto da ventun stalli completati da altrettanti inginocchiatoi, e presenta nello stallo centrale la datazione del 1788. Questo riprende le forme neoclassiche della chiesa ed è stato intagliato da artigiani del posto. La parte centrale è composta da due angeli in legno scuro nell'atto di reggere un medaglione intagliato in un legno più chiaro raffigurante San Lorenzo e l'imperatore con la scritta "LAUDENT NOMEN EIUS IN CHORO  / PSAL. 149"; colonnine corinzie dividono gli stalli. Il coro fu commissionato a Giuseppe Lazzaroni, intagliatore del legno di Zogno. Probabilmente l'artista ebbe la possibilità di studiare disegni di altri artisti, e malgrado morì a soli 53 anni, la sua bottega poté proseguire la sua opera attraverso i tre figli, in particolare Giovanni Battista che continuò la tradizione di famiglia detta Marina dal nome della vedova, anche con i propri discendenti. La famiglia di intagliatori realizzò anche i confessionali, nonché la bussola lignea d'ingresso, i bancali del presbiterio, gli armadi della sagrestia. La sagrestia conserva un'ulteriore opera lignea di Giovanni Negri di Zogno opera datata 1686, un armadio a due corpi.
L'altare maggiore del presbiterio era anticamente proveniente dalla chiesa di San Francesco di Bergamo, ma trovandosi in uno stato troppo ammalorato, venne nel 1882 sostituito con uno eseguito da Ernesto Paleni in forma classicheggiante con parti in stile liberty. Il paliotto raffigura la Cena di Emmaus.